# Corte del Nord

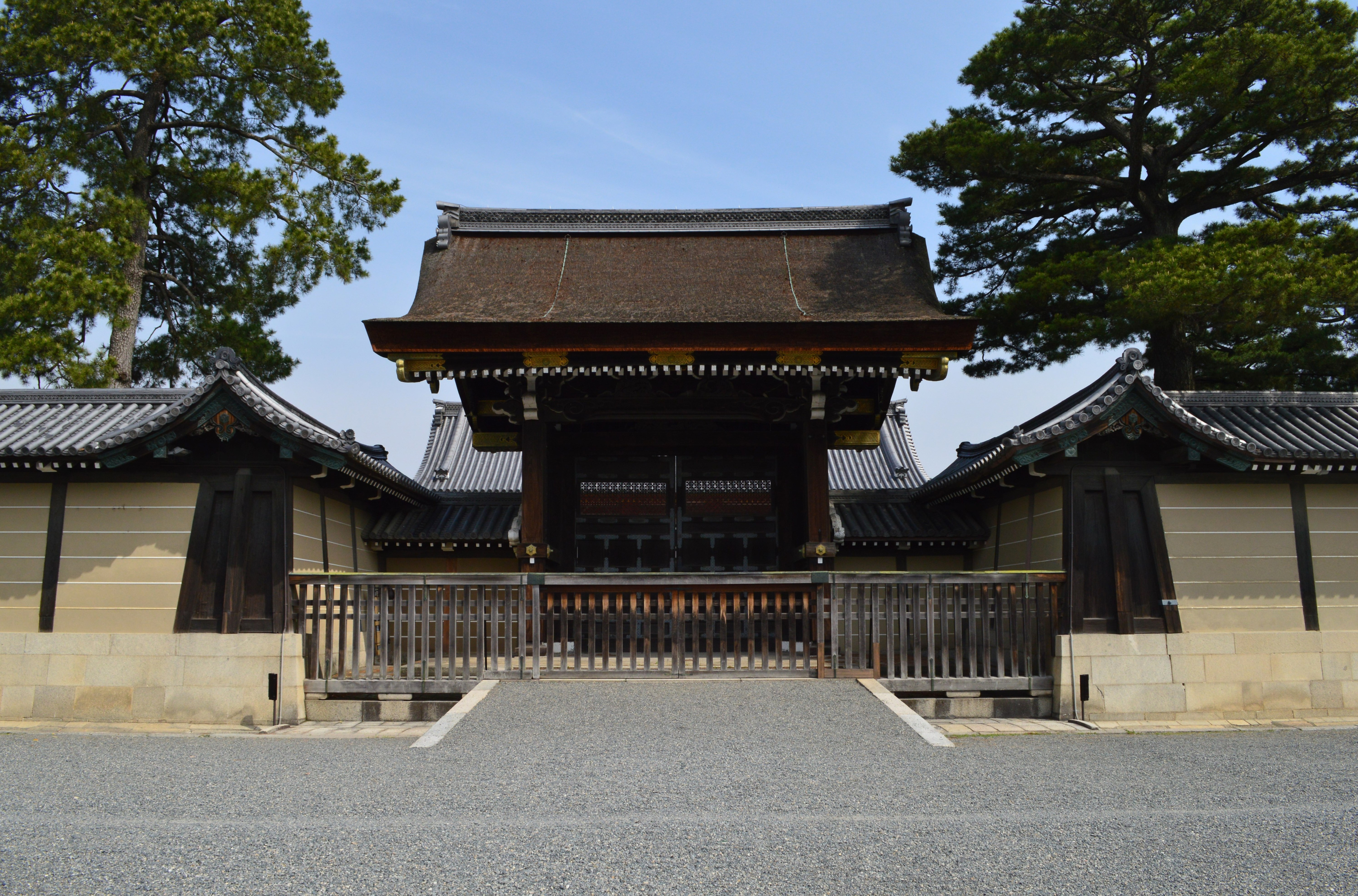
Palazzo imperiale di Kyōto. Fu utilizzato dalla Corte del Nord fino alla fine del periodo Edo.

La Corte del Nord (北朝?, Hokuchō) era una corte imperiale della linea Jimyoin durante il periodo durante il periodo Nanboku-chō in Giappone, con il clan Ashikaga al vertice e sostenuta da molti samurai provenienti da tutto il paese, così come dalla maggior parte dei nobili di corte e dalla famiglia imperiale. Questa si contrapponeva alla Corte del Sud (南朝?, Nanchō) (nota anche come Corte di Yoshino?, 吉野朝廷, Yoshino chōtei) della corte dell'imperatore Go-Daigo della linea Daikakuji, che nello stesso periodo si trovava a Yoshino, Nara.
La scissione tra le Corti del Nord e del Sud avvenne dopo la caduta della Restaurazione Kenmu dell'imperatore Go-Daigo, nel 1336 (Kenmu 3/Engen 1).
L'attuale Famiglia imperiale del Giappone discende dagli imperatori della Corte del Nord.

## Panoramica

### Istituzione della Corte del Nord
L'imperatore in pensione Kōgon della linea Jimyōin-tō, che era stato deposto a causa del crollo dello shogunato Kamakura, impartì un editto imperiale ad Ashikaga Takauji, che si era ribellato alla Restaurazione Kenmu dell'imperatore Go-Daigo, ordinandogli di dare la caccia a Nitta Yoshisada, membro dell'esercito dell'imperatore Go-Daigo, in quanto "malvagio criminale". Takauji entrò nella capitale nel giugno 1336 e il governo guidato dall'imperatore Go-Daigo crollò. Kōgon iniziò il governo di clausura a giugno e Takauji iniziò a costruire un governo samurai, ma l'imperatore Go-Daigo resistette fuggendo nel tempio Enryaku-ji sul monte Hiei. Su richiesta di Takauji, Kōgen insediò sul trono suo fratello minore, il principe Toyohito (l'imperatore Kōmyō), il 15 agosto. Poiché questa ascesa avvenne senza i tre oggetti sacri, nel novembre dello stesso anno, quando fu raggiunta la pace, l'imperatore Go-Daigo consegnò gli oggetti sacri alla Corte del Nord e l'imperatore Kōmyō conferì il titolo onorifico all'imperatore precedente. Alla fine dello stesso anno, lo shogunato Muromachi, dichiarò l'istituzione del governo dei samurai, ma l'imperatore Go-Daigo fuggì da Kyoto e si rifugiò a Yoshino istituendo la Corte del Sud, dichiarando che il manufatto sacro che aveva donato alla Corte del Nord era un falso (anche se l'effettiva autenticità del falso non è certa). Solo nei primi anni, tuttavia, la Corte del Sud fu in grado di combattere la Corte del Nord ad armi pari e la Corte del Nord prevalse per tutta la durata del periodo Nanboku-chō.

### Nuova Corte del Nord
Tuttavia, quando le dispute interne al clan Ashikaga portarono all'Incidente Kannō, Ashikaga Takauji si riappacificò con la Corte del Sud nel 1351 (Kannō 2). I nomi delle ere furono unificati e gli oggetti sacri furono restituiti alla Corte del Sud, mentre la Corte del Nord fu smantellata. Nell'anno successivo, 1352 (Shōhei 7/Kannō 3), la Corte del Sud invase Kyoto e Kamakura e rapì i tre imperatori Kōgon, Kōmyō e Sukō e il loro figlio, il principe Naohito, distruggendo così la stirpe. Ashikaga Yoshiakira, che aveva riconquistato Kyoto, tentò di ricostruire la Corte del Nord, ma a causa dell'assenza dell'imperatore in pensione, non fu in grado di stabilire un nuovo governo. Rifacendosi all'antico precedente dell'imperatore Keitai, nominò imperatore regnante Saionji Neishi (Kōgimon'in), madre naturale di Kōgon, e in agosto, senza i tre tesori sacri, fece salire al trono il figlio di Kōgon, il principe Iyahito, con il nome di imperatore Go-Kōgon e il mese successivo il nome della nuova era fu fissato in Bunwa.

### Esilio dell'imperatore Go-Kōgon
La Corte del Sud venne a conoscenza dell'intronizzazione e invase nuovamente Kyoto l'anno successivo, 1353, e il 13 giugno, l'imperatore Go-Kōgon, inseguito dall'esercito della Corte del Sud, fuggì da Kyoto e, andò in esilio a Kojima, Ono-gun, Mino (oggi Ibigawa-cho, Gifu), sotto la protezione del clan Toki. Visse in esilio fino al 21 settembre, quando insieme ad Ashikaga Takauji tornò a Kyoto. L'anno successivo, il 24 dicembre 1354, l'imperatore Go-Kōgon ripiegò sul tempio di Musa-ji nel distretto di Gamō, nella provincia di Ōmi (si ritiene che sia il tempio di Chokoji o il tempio di Kozai-ji nell'attuale città di Ōmihachiman, nella prefettura di Shiga) e si spostò da un luogo all'altro all'interno di Ōmi, finché non tornò a Kyoto il 28 marzo 1355. La riconquista di Kyoto da parte della Corte del Sud non ebbe luogo e dei tre imperatori catturati, l'imperatore di clausura Kōmyō, che non aveva alcuna autorità politica, fu restituito alla Corte del Nord l'8 agosto 1355 (4º anno di Bunwa) e due anni dopo, il 18 febbraio 1357 (Shōhei 2) furono restituiti alla corte, l'imperatore di clausura Kōgon, l'imperatore emerito Sukō e suo figlio Naohito.

### Scissione tra gli imperatori della Corte del Nord
Durante il governo Kōgon-in, l'imperatore Sukō fu posto ai margini della linea Jimyoin, ma dopo la sua prigionia, Kōgen lo proclamò il legittimo successore della linea Jimyoin. Nel 1370 (Ōan 3), Sukō presentò quindi una petizione allo shogunato per nominare suo figlio, il principe Yoshihito, come legittimo successore. Tuttavia, anche l'imperatore Go-Kōgon desiderava che il proprio figlio salisse al trono, il che portò all'ascesa al trono del principe Ohito (imperatore Go-En'yū). Già nel 1363 (Jōji 2), l'imperatore di clausura Kōgen aveva trasferito all'imperatore Sukō la maggior parte dei domini ereditati dalla linea Jimyoin, con l'intenzione di passare il trono ai suoi discendenti. La presenza a corte dell'imperatore in pensione Sukō e del principe imperiale Yoshihito (della famiglia Fushimi-no-miya) mise sotto pressione la linea dell'imperatore Go-Kōgon. La faida per il trono imperiale all'interno della linea Jimyoin fu alla base del tentativo dello shogunato Muromachi di sottrarre tutto il territorio della famiglia Fushimi-no-miya per consegnarlo all'imperatore Go-Komatsu negli ultimi anni dell'imperatore Sukō. La faida per il trono imperiale all'interno della linea Jimyoin continuò fino all'era dell'imperatore Go-Hanazono, oltre la disgregazione della linea di lignaggio imperiale Go-Kōgon a causa della morte prematura dell'imperatore Shōkō.

### Riunificazione delle Corti
Nel 1392 (Meitoku 3), fu concluso un accordo di pace con l'imperatore Go-Kameyama della Corte del Sud, furono restituiti i manufatti sacri e il Trattato di pace di Meitoku (明徳の和約?, Meitoku no wayaku) portò all'unificazione delle Corti del Nord e del Sud, con l'assorbimento della Corte del Sud da parte della Corte del Nord e la fine dell'era Nanboku-chō.

### Dopo la Corte del Nord
Quando la linea imperiale dell'imperatore Go-Kōgon terminò a causa della morte dell'imperatore Shōkō, l'imperatore Go-Hanazono, pronipote del terzo imperatore della corte settentrionale, l'imperatore Sukō, salì al trono come figlio adottivo dell'imperatore in pensione Go-Komatsu.
Da allora, questo lignaggio imperiale, legato alla Corte del Nord, è proseguito fino alla moderna famiglia imperiale, compreso il 126º imperatore Naruhito.
Nel 911 (44º anno di Meiji), la Corte del Sud fu dichiarata legittima dalla sentenza imperiale dell'imperatore Meiji, al fine di risolvere la cosiddetta Controversia delle Corti Nord e Sud (南北朝正閏論?, Nanbokuchō seijunron). Di conseguenza, cinque dei sei imperatori della Corte del Nord, escluso l'imperatore Go-Komatsu, che erano stati considerati imperatori successivi prima dell'era Meiji, non furono più inclusi nelle 122 generazioni di 120 (ora 126 generazioni di 124). Tuttavia, i loro titoli e rituali sarebbero rimasti invariati. Anche dopo la guerra, sebbene il conteggio degli imperatori successivi fosse basato sulla Corte del Sud, era generalmente accettato che fossero riconosciute sia la Corte del Nord che quella del Sud.

## Elenco Imperatori delle due Corti

### Corte del Nord
- Kōgon 1332–1333.
- Kōmyō 1336–1348.
- Sukō 1348–1351.
- Go-Kōgon 1352–1371.
- Go-En'yū 1371–1382.
- Go-Komatsu 1382–1392 (regnò come legittimo imperatore dal 1392 al 1412).

### Corte del Sud
- Go-Daigo 1336–1339.
- Go-Murakami 1339–1368.
- Chōkei 1368–1383.
- Go-Kameyama 1383–1392.